# Opařany
Opařany, bis 1923 Opořany (deutsch Woporschan) ist eine Gemeinde in Tschechien. Sie liegt 15 Kilometer westlich von Tábor in Südböhmen und gehört zum Okres Tábor.

## Geographie
Opařany befindet sich im Mittelböhmischen Hügelland auf einem Höhenrücken zwischen den Tälern der Smutná und des Oltyňský potok.
Durch den Ort führt die Staatsstraße I/29 zwischen Tábor und Písek. Südöstlich erhebt sich der Srubce (467 m), im Süden die Noviny (476 m), westlich der Za Hromadou (450 m) und im Nordwesten der Na Hůrkách (473 m) und der Chlum (540 m). Am südwestlichen Ortsausgang liegt der Teich Kášovka, westlich der Tomešín.
Nachbarorte sind Vedral, Hodušín, Skrýchov u Opařan und Nové Dvory im Norden, V Sosninách, Sosniny, Oltyně und Kášovice im Nordosten, Řepeč, Na Chalupách und Dražičky im Osten, Bejšovcův Mlýn, Bečice, Hájky und Slavňovice im Südosten, Stádlec, Sítiny und Staré Sedlo im Süden, Srlín und Popovec im Südwesten, Zběšičky und Hanov im Westen sowie Karlov und Podboří im Nordwesten.

## Geschichte
Funde von Hügelgräbern aus der Latènezeit im Wald südwestlich des Ortes belegen eine frühzeitliche Besiedlung der Gegend.
Die erste schriftliche Erwähnung erfolgte 1268, als König Ottokar II. Přemysl die Feste Opařany einschließlich der Brauerei vom Prager Bischof Johann III. erwarb. Ab Jahre 1375 gehörten die Dörfer Opařany (später Unterdorf) und Opařanky (später Oberdorf), die später zusammenwuchsen, zu den Besitzungen des Bistums und der Kirche St. Peter und Paul auf dem Vyšehrad. Während der Hussitenkriege gehörte Opařany zunächst zu Tábor. Später wurde es durch König Sigismund an Ulrich von Rosenberg bzw. Matěj Dubecký von Dubeč verpfändet. Im Jahre 1437 gelangte das Gut an die freie Königsstadt Tábor zurück. Wegen der Beteiligung am Ständeaufstand von 1547 wurden die Güter der Stadt Tábor konfisziert und Opařany im selben Jahre an Veit d. J. von Zrzawa und Stahletz (Vít ml. ze Rzavé na Stálci) vergeben. 1593 verkauften die Herren von Zrzawa das Gut an Anna von Dlouhá Ves. Deren Mann Sigmund Chrt von Rtín machte Opařany neben Zvoleněves zu einem seiner Sitze. 1623 überließ Anna Chrtová von Rtín das Gut dem Prager Kaufmann Johann de Vit von Lilienthal, der es 1628 an Anna Haslauer von Haslau, geborene Kalenická, auf Olší verkaufte. Diese wurde 1647 wegen grausamer Quälung von Untertanen verurteilt. Ihre Tochter überließ Opařany 1658 der verwitweten Franziska Gräfin Slawata, geborene von Meggau (1609–1676), die mit Wilhelm Slavatas Sohn Joachim Ulrich († 1645) verheiratet gewesen war. Deren Sohn, der General des Karmeliterordens Johann Karl Joachim, mit dem das Geschlecht der Slawata 1712 erlosch, verkaufte Gut Opařany 1667 dem Jesuiten-Collegium zur hl. Dreifaltigkeit in Neuhaus. Dieses verkaufte es zwei Jahre später für 35.000 Gulden an das Prager Jesuiten-Collegium zu St. Clemens. Die Prager Jesuiten hatten zuvor bereits sukzessive die Güter Bernartice (1606) und Borovany (1623) sowie die Dörfer Kolíšov (1621) und Bojenice (1624) erworben; 1691 kam noch das Gut Dobronice hinzu. Die Dörfer des Gutes Opařany waren Držkrajov, Hanov, Kolíšov, Opařany, Ráb, Podboří, Přeštěnice, Srlín, Skrýchov und Zálší. 1727 vereinigten sie die Güter zur Allodialherrschaft Wopořan und Bernarditz. Nach dem Jesuitenverbot von 1773 wurden die Güter des Clementinums von der Hofkammer zugunsten des Studienfonds eingezogen. Damit erlosch zunächst auch die Pfarre, 1787 wurde durch den Religionsfonds wieder ein Pfarrer in Opařany angestellt. Unter der Verwaltung der k.k. Staatsgüter-Administration wurden die acht herrschaftlichen Meierhöfe in Bernartice, Borovany, Dobronice, Kolíšov, Podboří, Podolí, Srlín und Opařany emphyteutisiert. In dieser Zeit wurde das Schloss als Ausbildungsstätte für Prediger und Missionare genutzt. Im Jahre 1825 erwarb Quidobaldina Fürstin von Paar, geborene Cavriani, die Herrschaft im Zuge einer öffentlichen Versteigerung für ihren Sohn Karl, der sie mit seiner Herrschaft Bechin verband.
Im Jahre 1840 umfasste die Allodialherrschaft eine Fläche von 12707 Joch 1092 Quadratklafter und hatte 5176 überwiegend böhmischsprachige Untertanen, darunter neun Israelitenfamilien. Hauptertragsquelle bildete die Landwirtschaft. Zur Herrschaft gehörten der untertänige Markt Bernarditz und die Dörfer Wopořan, Podboř (Podboří), Hanow (Hanov), Srlin (Srlín), Bojenitz (Bojenice), Borowan, Kollischow (Kolíšov), Neu-Raab (Ráb), Podoly, Rakow (Rakov), Groß-Zbieschitz (Zběšice), Dobronitz, Altsattel (Staré Sedlo), Drschkrajow (Držkrajov), Unter-Přesstěnitz, Podolsko, Skreychow (Skrýchov) und Zalschy (Zálší) sowie anteilig von Kaschowitz (Kášovice) das Repetscher Jägerhaus (Na Řepečkách), von Dobřegitz (Dobřejice) die Mühle Beyschowetz (Bejšovcův Mlýn), von Malschitz die Mühle Markow (U Marků) und von Cenkow (Čenkov) das abseitige Hegerhaus.
Das Dorf Wopořan bzw. Wopařan bildete das Amtsdorf des Dominiums. Es war in ein Ober- und Unterdorf unterteilt und bestand aus insgesamt 92 Häusern mit 728 Einwohnern, darunter zwei Israelitenfamilien. Im Ort bestanden das herrschaftliche zweistöckige Schloss im Unterdorf mit Wohnungen des Amtsverwalters, der Beamten und des Pfarrers, sowie unter herrschaftlichem Patronat die Pfarrkirche und eine Schule. Außerdem gab es zwei Gemischtwarenhandlungen und zwei Wirtshäuser. Die frühere Poststation bestand zu dieser Zeit nicht mehr. Wopořan war Pfarrort für Podboř, Hanow, Srlin, Repetsch und Kaschowitz. Bis zur Mitte des 19. Jahrhunderts bildete Wopořan immer das Amtsdorf der Allodialherrschaft Wopořan und Bernaditz.
Nach der Aufhebung der Patrimonialherrschaften bildete Opořany/Wopořan ab 1850 eine Gemeinde in der Bezirkshauptmannschaft Milevsko/Mühlhausen und dem Gerichtsbezirk Bechyně/Bechin. 1887 kaufte der Landesausschuss das Schloss von Karl Fürst Paar und errichtete darin eine Irrenanstalt. Im Jahre 1890 bestand Opořany aus 123 Häusern, in denen 1103 Tschechen und 45 Deutsche lebten. Im Ort bestanden eine Pfarrkirche, eine Post, eine dreiklassige Schule und eine Filiale der königlichen Landesirrenanstalt Prag. Mit finanzieller Unterstützung von Karl Franz Bartos Sturz-Sattelberg (Karel František Bartoš Sturc-Sattelberg) wurde die Filiale der Landesirrenanstalt im Jahre 1923 zu einer Klinik für geistig behinderte Kinder umgestaltet. Der heutige Ortsname Opařany wurde 1924 eingeführt. Seit Ende 1960 gehört die Gemeinde zum Okres Písek. Zugleich wurde Podboří mit Karlov eingemeindet. Am 1. Juli 1980 erfolgte die Eingemeindung von Skrýchov u Opařan mit den Ortsteilen Hodušín, Nové Dvory und Olší. Zugleich wurde Oltyně aus der Gemeinde Řepeč ausgegliedert und Opařany zugeschlagen. Am 6. Juli 1999 verursachte ein Unwetter mit taubeneigroßem Hagelschlag in Opařany größere Schäden.

## Gemeindegliederung
Die Gemeinde Opařany besteht aus den Ortsteilen Hodušín (Hoduschin), Nové Dvory (Neuhof), Olší (Wolschi), Oltyně (Woltin), Opařany (Woporschan), Podboří (Podborsch) und Skrýchov u Opařan (Skrejchow) sowie der Ansiedlung Karlov.

## Sehenswürdigkeiten
- Barocke Wallfahrtskirche des hl. Franz Xaver in Opařany, sie entstand 1732–1735 nach Plänen von Kilian Ignaz Dientzenhofer anstelle einer Kapelle; die Fertigstellung des Turmes erfolgte 1748
- Nischenkapelle des hl. Johannes von Nepomuk neben der Kirche in Opařany, errichtet im 18. Jahrhundert
- Dreiseitiger Bildstock, geschaffen 1840
- Gedenkstein für die Gefallenen des Ersten Weltkrieges in Opařany
- Ehemaliges Barockschloss Opařany mit großen Park, es entstand 1717–1727 als Jesuitenresidenz, 1888 erfolgte nach dem Ankauf durch den Staat der Umbau zum Irrenhaus. Es dient heute als Klinik für Kinderpsychiatrie und ist nicht zugänglich
- Kirche des hl. Wenzel in Hodušín
- Schloss Oltyně, Neorenaissancebau mit Englischem Landschaftsgarten

Sehenswürdigkeiten
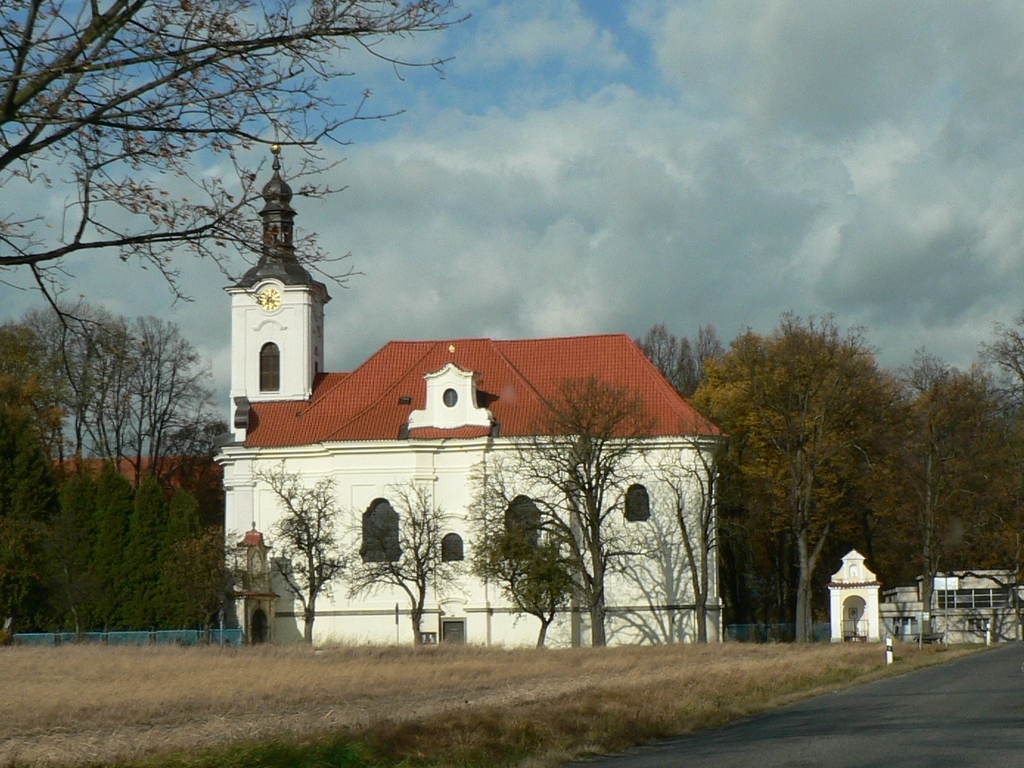
Pfarrkirche des hl. Franz Xaver
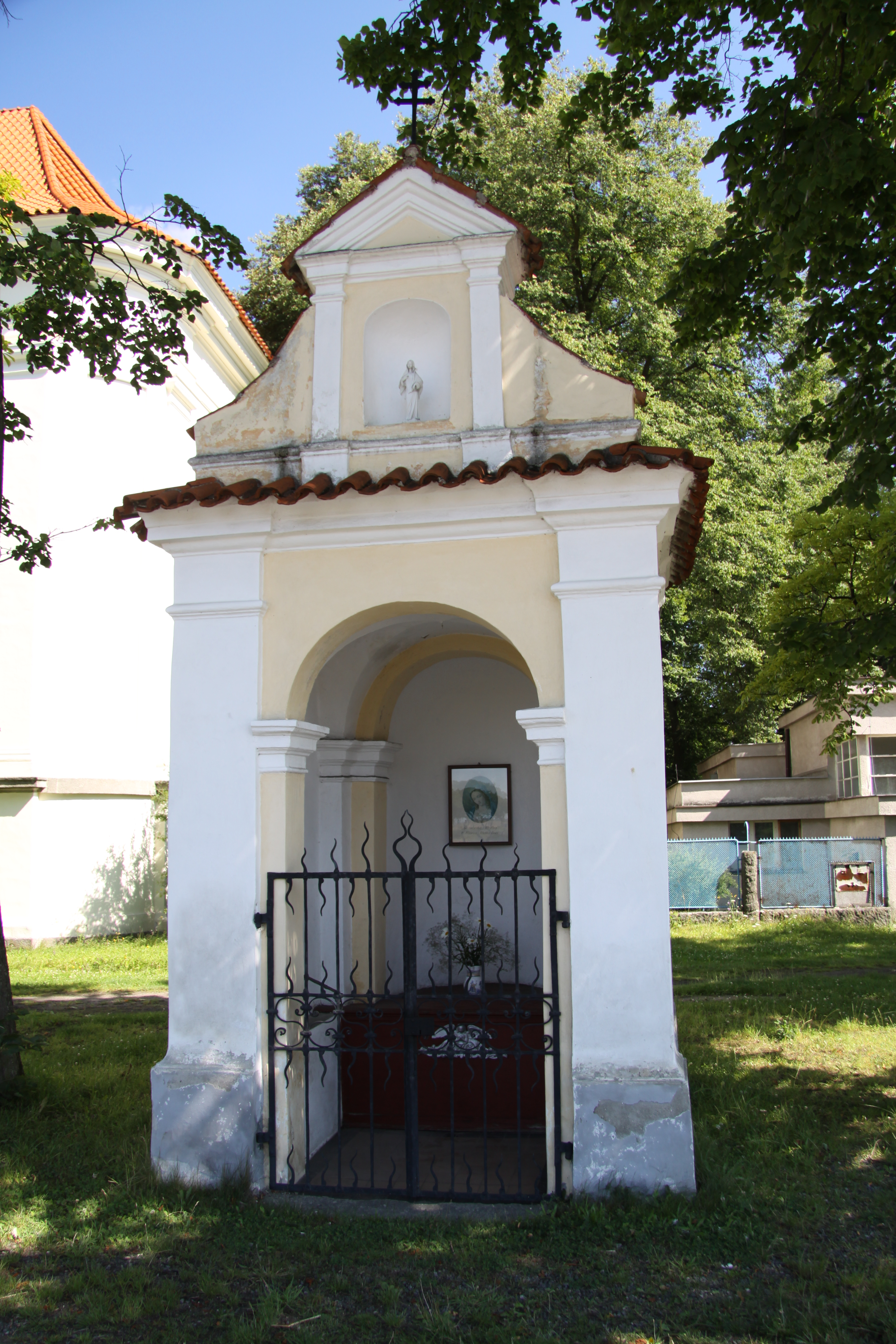
Nischenkapelle des hl. Johannes von Nepomuk
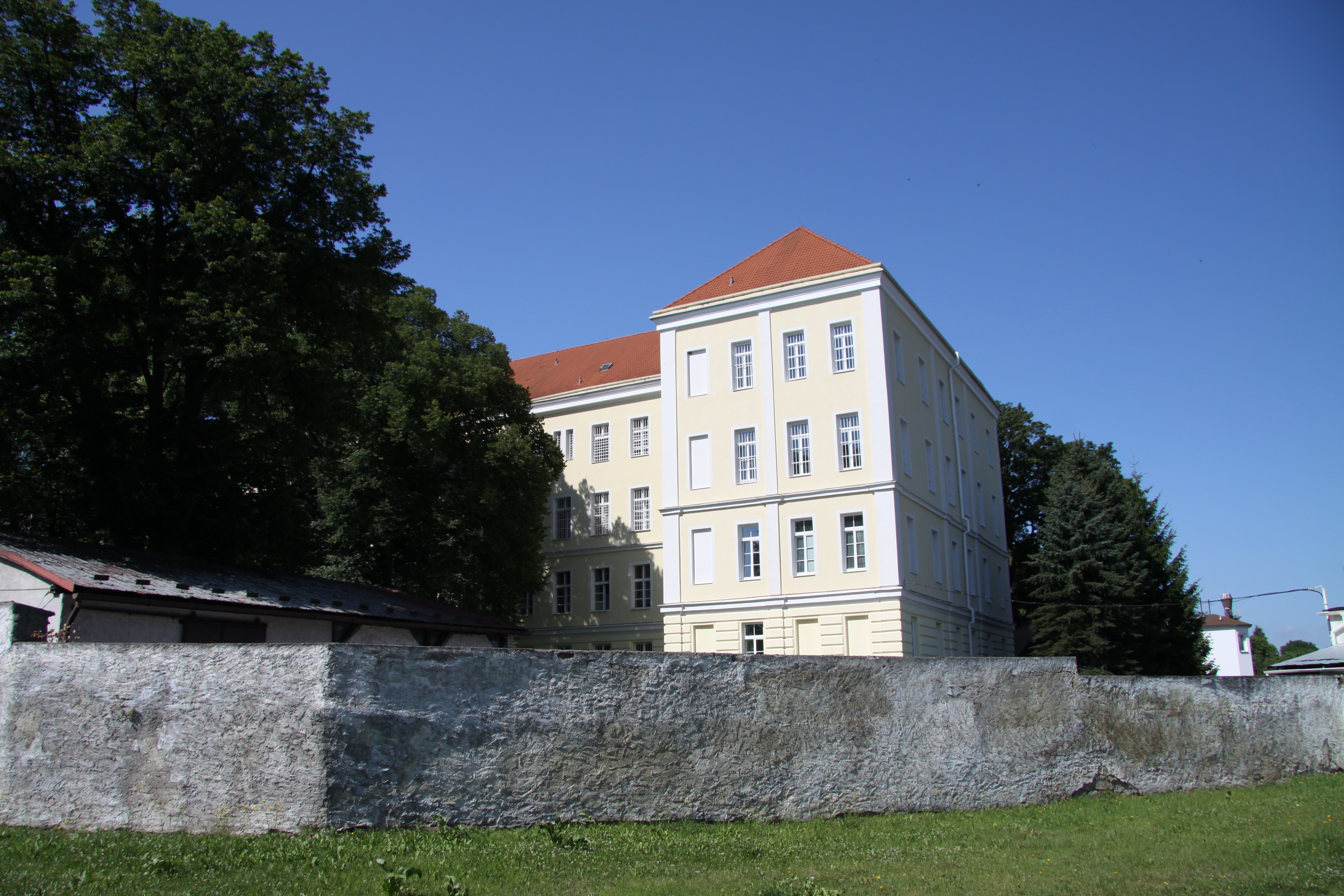
Hinteransicht des Schlosses
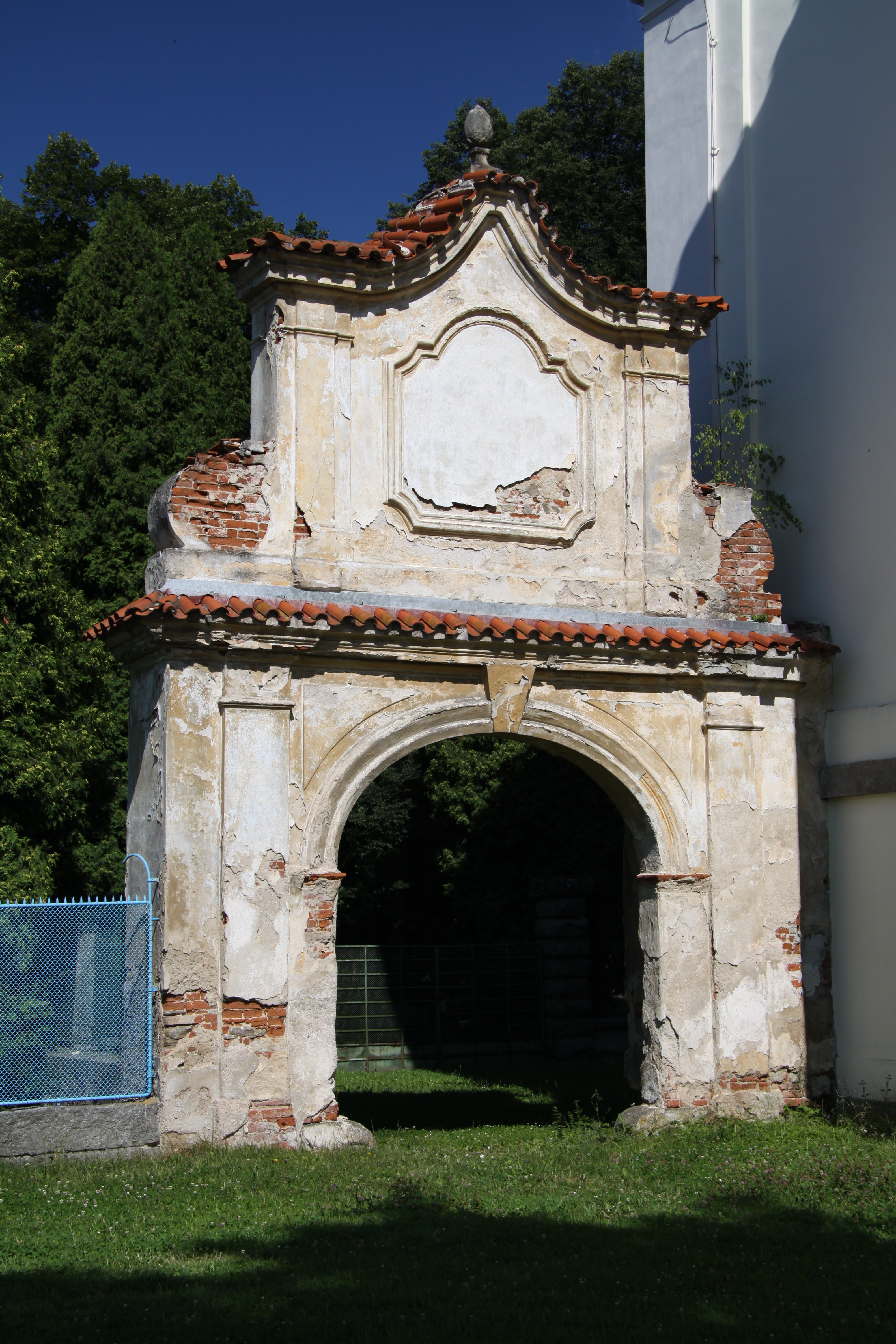
Altes Portal zum Schlossgelände

## Söhne und Töchter der Gemeinde
- Johann Peisker (1851–1933), Historiker